# 914

## Догађаји
- Википедија:Непознат датум — Основан град Варвик у Енглеској, на реци Ејвон.
- Википедија:Непознат датум — Викинзи освајају већи део Ирске. Викиншки јуришници оснивају насеље у близини Вотерфорда (Ирска) на челу са Отиром (Црним). Даблински Викинзи су приморани да одају почаст ирским краљевима Мита и Ленстера као цену за очување своје независности.
- Википедија:Непознат датум — Основан први ирски град, Вотерфорд.

- Пролеће – Царица Зоја Карбонопсина предводи дворски преврат у Цариграду и уз подршку магистра Јована Еладе збацује патријарха Николу Мистика као регента над својим сином, царем Константином VII. Она дозвољава Николи да остане као патријарх, одриче титулу дату Симеону I Бугарском (види 913) и поништава планове за брак (са бугарском принцезом) које је патријарх Никола направио за њеног сина.
- Лето – Византијско-бугарски рат: Симеон I са бугарском војском упада у теме Тракије и Македоније. Истовремено, бугарске трупе продиру у области Дирахија и Солуна на западу. Највећи и најважнији град Тракије, Адрианопољ (модерна Турска), је опкољен и заробљен. Међутим, Византинци су одмах повратили град у замену за огромну откупнину.
- 19. јануар – Краљ Гарсија I умире у Замори (Шпанија) после 4-годишње владавине. Наследио га је брат Ордоњо II Леонски, који постаје краљ Галиције и Леона. Ордоњо наставља своју експанзију и насељава свој двор у Леону.
- Лето – Сарацени из Гариљана успостављају напредна упоришта у Лацију у Тревију (на брдима Сабине, близу Палестрине) и Сутрију. Одавде некажњено задиру у папске градове Орте, Нарни и Непи.

- 913-914 — Руске трупе које су се враћале из каспијског похода су поражене од Хазара код Итила.
- Поход кнеза Игора Рјуриковича на Древљане и наметање данка већег од кнеза Олега Вештог.

- У Ал-Андалузу суша доводи до страшне глади на Иберијском полуострву, која се наставља 915. године. У свом настојању за централизацијом, омејадски калиф Абдурахман III, поново осваја Севиљу од клана Бану Хаџаџ.
- Викинзи пустоше обалу Велса и крећу се уз реку Северн. Они заробљавају бискупа Цифеилиога од Ергинга, а краљ Едвард Старији га откупљује. Викинзи су поражени наметима из Херефорда и Глостера.
- Етхелфлӕд, дама од Мерсија, ћерка краља Алфреда Великог, гради бурх или утврђену настамбу у Ворвику и поправља тврђаву Еддисбури. Она предводи Мерсијанце у њиховој борби против данских освајача.
- 24. јануар – Фатимидски генерал, Хубаса ибн Јусуф из племена Кутама Бербер, креће са својим трупама у инвазију Египта. Он прати обалу и без борбе преузима једина два града било које величине Сирте и Ајдабииа. Гарнизони два града — најзападније испоставе Абасидског калифата — већ су побегли.
- 6. фебруар – Хубаса заузима Барка (данашњи Бенгази), древну престоницу Киренаике. Абасидски гувернер се повлачи у Египат, пред супериорном снагом Фатимида. Пошто је ова богата, плодна провинција пала у његове руке, она Хубасу обезбеђује 24.000 златних динара годишњих прихода од пореза, као и 15.000 динара које плаћају хришћани.
- 27. август – Хубаса заузима Александрију, након победоносног сусрета са египатским трупама у близини ал-Ханије (данашњи Ел Аламејн). Гувернер Абасида Такин ал-Кхазари одбија да се преда и тражи појачање које му стиже у септембру. Убрзо након што ал-Каим би-Амр Алах улази у Александрију, са остатком своје војске.
- 12. јануар – Ахмад Самани, емир Саманидског царства, убијен је (одсецање главе) док је спавао у свом шатору у Бухари (модерни Узбекистан) од стране неких његових робова. Наследио га је његов 8-годишњи син Наср II, под регентством везира Абу Абдалаха ал-Џајханија. Абасиди узалуд покушавају да извуку корист од превирања како би поново освојили Систан.
- Инвазија Сајида на Грузију: муслиманска војска под Јусуфом ибн Абил-Сајем врши походе на грузијске кнежевине. Он чини Тифлис својом базом за операције и напада Кахетију. Јусуф наставља у Картли, где су срушена утврђења Уплистсикхе. Он опседа и заузима тврђаву Куели, убијајући њеног браниоца Гоброна.
- Хасан ал-Утруш поново успоставља Зејдидску власт над провинцијом Табаристан (Сјеверни Иран), након 14 година окупације Саманида. Он постаје нови владар (емир) и племићи Зејдида прихватају његову власт.
- У Индији почиње своју владавину цар Индра III из династије Расхтракута, унук Кришне II (до 929).
- Папа Ландо умире у Риму после мање од годину дана владавине. Наследио га је папа Јован X, архиепископ Равене, као 122. римски папа.

## Смрти
- Папа Ландо